# Prêmio Max Born
O Prêmio Max Born é uma condecoração científica concedida anualmente pela Deutsche Physikalische Gesellschaft (DPG) (Alemanha) e pelo Instituto de Física (IOP) (Reino Unido), em memória do físico alemão Max Born. Os termos da premiação estabelecem que o mesmo "será concedido por contribuições de destaque em física". O prêmio é destinado alternadamente a um físico alemão e a um britânico. É acompanhado por uma medalha de prata de aproximadamente 6 cm de diâmetro e espessura 0,5 cm. Uma face contém um perfil de Max Born, seu nome e as datas de seu nascimento e morte. A outra face contém a equação "pq - qp = h/2πi" e os nomes completos do IOP e da DPG. O nome completo do laureado e o ano de concessão do prêmio são gravados em sua borda.

## Laureados
- 1973 Roger Cowley
- 1974 Walter Greiner
- 1975 Trevor Moss
- 1976 Hermann Haken
- 1977 Walter Eric Spear
- 1978 Herbert Walther
- 1979 John Bryan Taylor
- 1980 Helmut Faissner
- 1981 Cyril Domb
- 1982 Wolfgang Kaiser
- 1983 Andrew Keller
- 1984 Amand Fäßler
- 1985 George Isaak
- 1986 Josef Stuke
- 1987 Cyril Hilsum
- 1988 Peter Armbruster
- 1989 Robert Williams
- 1990 Ernst Otto Göbel
- 1991 Gilbert Lonzarich
- 1992 Joachim Heintze
- 1993 David Hanna
- 1994 Wolfgang Demtröder
- 1995 Michael Key
- 1996 Jürgen Mlynek
- 1997 Robin Marshall
- 1998 Gerhard Abstreiter
- 1999 John Dainton
- 2000 Rolf Felst
- 2001 Volker Heine
- 2002 Siegfried Dietrich
- 2003 Brian Foster
- 2004 Matthias Scheffler
- 2005 Michael William Finnis
- 2006 Dieter Bimberg
- 2007 Alan Douglas Martin
- 2008 Hagen Kleinert
- 2009 Robin Devenish
- 2010 Simon White
- 2011 Phil Woodruff
- 2012 Martin Plenio
- 2013 Max Klein
- 2014 Alexander Lichtenstein
- 2015 Andrea Cavalleri[1]
- 2016 Christian Pfleiderer
- 2017 Carlos Frenk
- 2018 Angel Rubio